# Városháza (Csíkszereda)
A csíkszeredai Városháza, az egykori Vármegyeháza épülete, a   Mikó-várral szemben, a Vár tér 1. szám alatt található, a tér keleti oldalán, a Petőfi utcába forduló északi szárnnyal. 1886-1887 között épült Hám Ignác tervei alapján, eklektikus stílusban. Különálló, körbeépített, hátsó udvaros, egyemeletes középület, a mai Csíkszereda városképének egyik meghatározó épülete.

## Az épület leírása

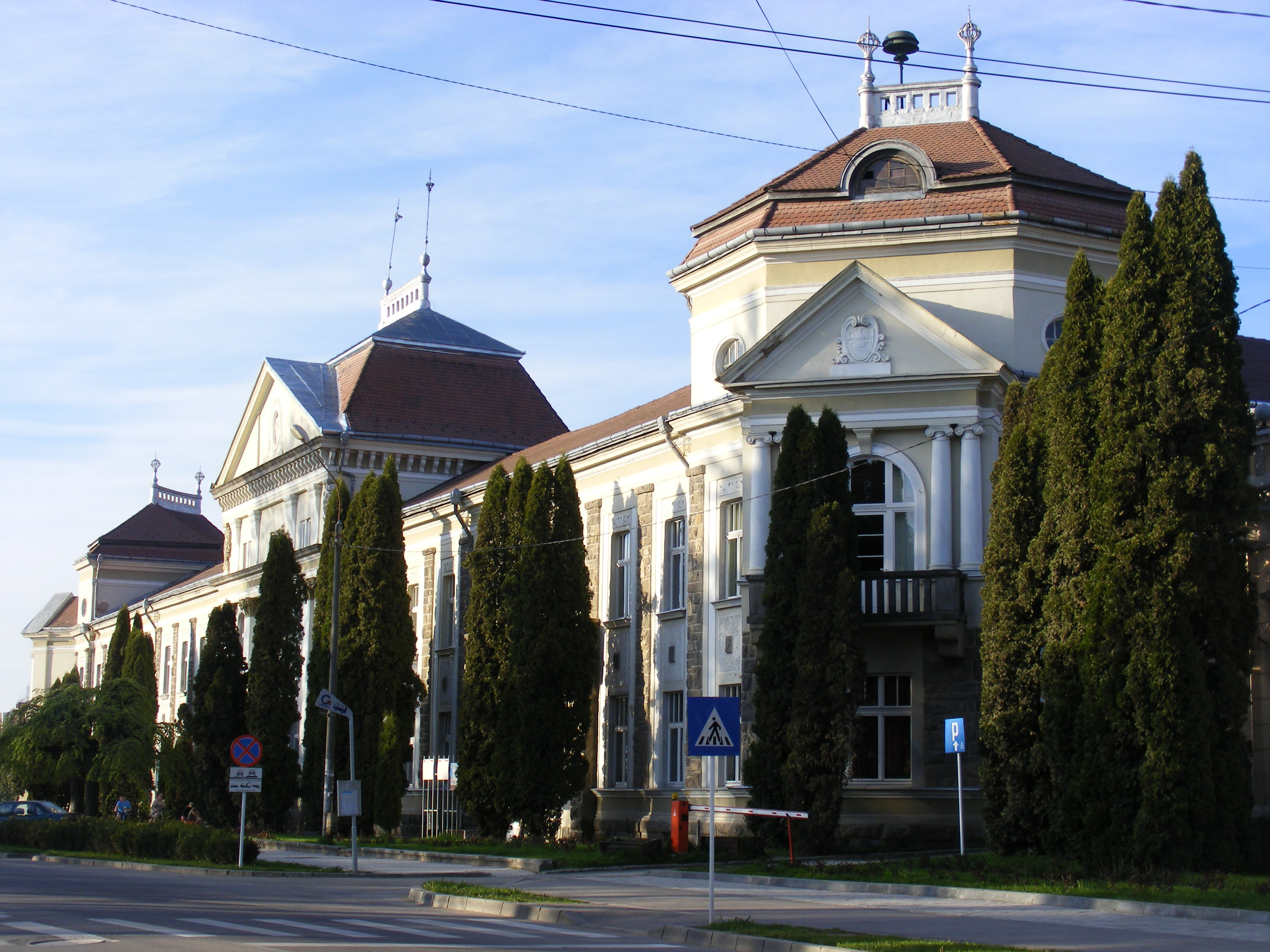

Szimmetrikus főhomlokzatú, középrészét háromtengelyes kiskiülésű rizalit hangsúlyozza és háromszögű timpanon zárja le. A timpanon alatt két főpárkány található, mely a régi homlokzat attikfalát támasztotta alá. A bejáratok és a központi részen található ablakok félkörívesek. A főbejárat előtt két térdeplő őrangyalt ábrázoló dísz látható: a jobb oldali angyal bal kezében mérleg, jobb kezében kard van, melyek az igazságszolgáltatást és a védelmet jelképezik.
A központi és a két sarokrizalit toronyszerű tetőmagasításán a 20. század elején divatossá vált műbádogos tetődísz látható.
Az oromfal közepére a 2000. évi felújításkor a város címere került, ekkor bontották ki az oromfal sarkaira beépített, lombdíszbe foglalt vármegyecímereket is.

## Rendeltetése
Az egykori Megyeháza épületének központi része ma Városháza, Csíkszereda Polgármesteri Hivatalának székhelye,  az északi szárnyában a megyei katonai központ, a  déli szárnyában pedig különböző hivatalok és szervezetek székhelyei működnek.

## Története
1878 után, a vármegyei rendszer kialakulásával Csíkszereda lett Csíkvármegye központja. Ekkor indult meg a mozgalom az új Vármegyeházának Csíkszeredában való felépítéséért, amelynek fő mozgatója az akkori főispán, Mikó Mihály volt.
A vármegye székhelye 1879-ben költözött be Csíksomlyóról, előbb a Mikó-várba, majd nemsokára elkezdődött az új székház építése.
1884-ben Mikó Bálint főispán elnökletével megalakult az építtető bizottság. Az új Megyeház tervének elkészítésével, az építkezés előkészítésével és a kiadási költségek kiszámításával Hám Ignác mérnököt, az akkoriban alakult Államépítészeti Hivatal vezetőjét bízta meg a bizottság.
1885 júniusára készült el a Megyeháza terve.
1886 tavaszán kezdődött meg az építkezés, amelynek kiemelkedő eseménye az ünnepélyes alapkőletétel volt (az alapkő a főbejárat közepén az első lépcső alatt található).
1887 szeptemberére teljesen elkészült az épület. A Kolozsváron megjelenő Ellenzék című lap 1887. szeptember 27-i számában Új megyeház Csíkszeredában címmel közölt cikk szerint  a “tisztikar f. hó 24-én költözött be az új hajlékba, mely a város legdíszesebb épülete”.
A megyei hatóságok döntése alapján 1888. február 4-én ünnepelték az új Megyeháza születését.
Az építésekor nem gondoltak arra, hogy egy-két évtized elteltével az épület bővítésre szorul. 1913 -1914 között a régi épületet kibővítették, a homlokzatot mind déli, mind északi irányba arányosan növelték.
Az épület északi szárnyát az Apafi utcával ( ma Petőfi utca) párhuzamosan megnyújtották. Északi és déli feléhez öttengelyes homlokzatot és tetőtornyos sarokrizalitot toldottak, az északi szárnyhoz pedig kilenc tengelyt toldottak, valamint a főhomlokzatra merőlegesen tizenhat tengelyes szárnyat toldottak. Az építkezést 1914-ben fejezték be, az épület akkor nyerte el mai formáját.
A megyei hivatalok mellett az északi szárny földszintjére költözött 1914-ben a felcsíki járás főszolgabírói hivatala, valamint más közigazgatási hivatalok is itt kaptak helyet.
Az 1970-es évektől a gyorsan növekvő  városban  az akkori vezetés a  szocialista elvárásoknak megfelelően, új nagyobb téren emelkedő székházat szeretett volna. A “taps téren” (Szabadság tér) álló új, nagyméretű Megyeháza már nemcsak a csíkiaké, hanem Hargita megye közigazgatásának színhelye. Az új megyeház megépítése után a városi közigazgatás kapott helyet az egykori Megyeháza épületében.